# Johnny Wilson (Boxer)

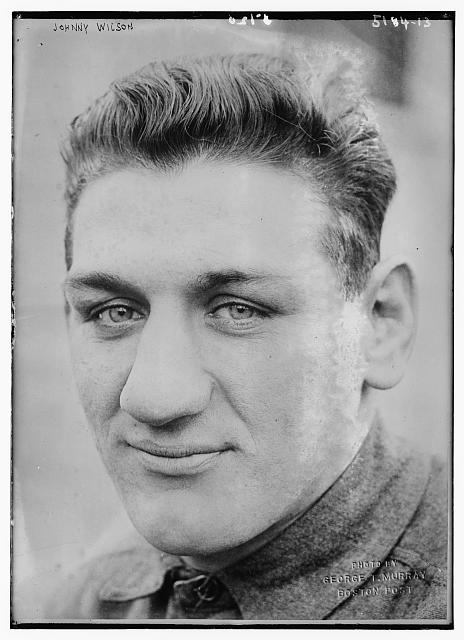
Johnny Wilson

Johnny Wilson (* 23. März 1893 in Harlem, USA; † 8. Dezember 1985 in Boston, USA) war ein US-amerikanischer Boxer im Mittelgewicht. 

## Profikarriere
Der Rechtsausleger debütierte im Jahre 1912 und verlor seine ersten beiden Fights. Am 6. Mai 1920 trat er gegen Mike O’Dowd um den universellen Weltmeistergürtel an und besiegte ihn über 12 Runde durch einstimmige Punktrichterentscheidung. Diesen Titel verlor er Ende August des Jahres 1923 an Harry Greb durch einstimmigen Beschluss über 15 Runden.
Im Jahre 1926 beendete Johnny Wilson seine Karriere.